# The Misfortune of Being Ned
The Misfortune of Being Ned es una serie animada de internet creada por los productores de Annoying Orange. La serie es presentada por un personaje llamado Ned, interpretado por el actor Steve Zaragoza.

## Personajes

### Personajes principales
- Ned (Steve Zaragoza)
- Greg (Kevin Brueck)
- Wendy (Megan Camarena)
- Sketchy Dude (Bobjenz)

## Episodios

### Temporada 1 (2013)
- Free Balloons (9 de octubre de 2013)
- Spider-Ned (16 de octubre de 2013)
- Pumpkin Ned (23 de octubre de 2013)
- Hogwarts (30 de octubre de 2013)
- Ned Goes to Mars (6 de noviembre de 2013)
- Going Up (13 de noviembre de 2013)
- Spelling Bee (20 de noviembre de 2013)
- The Chronicles of Ned (4 de diciembre de 2013)
- The Joke's On Ned (11 de diciembre de 2013)
- Merry Nedmas! (18 de diciembre de 2013)

### Temporada 2 (2014)
- Ned Wins!! (19 de febrero de 2014)
- Ball Boy (26 de febrero de 2014)
- Ice Fishing (5 de marzo de 2014)
- Family Reunion (12 de marzo de 2014)
- Jet Pack (19 de marzo de 2014)
- Video Games (26 de marzo de 2014)
- Ned & the Beanstalk (2 de abril de 2014)
- Time Machine (9 de abril de 2014)
- Easter Egg Hunt (16 de abril de 2014)
- Ned Gets Annoyed (23 de abril de 2014)